# Cercanías Cádiz

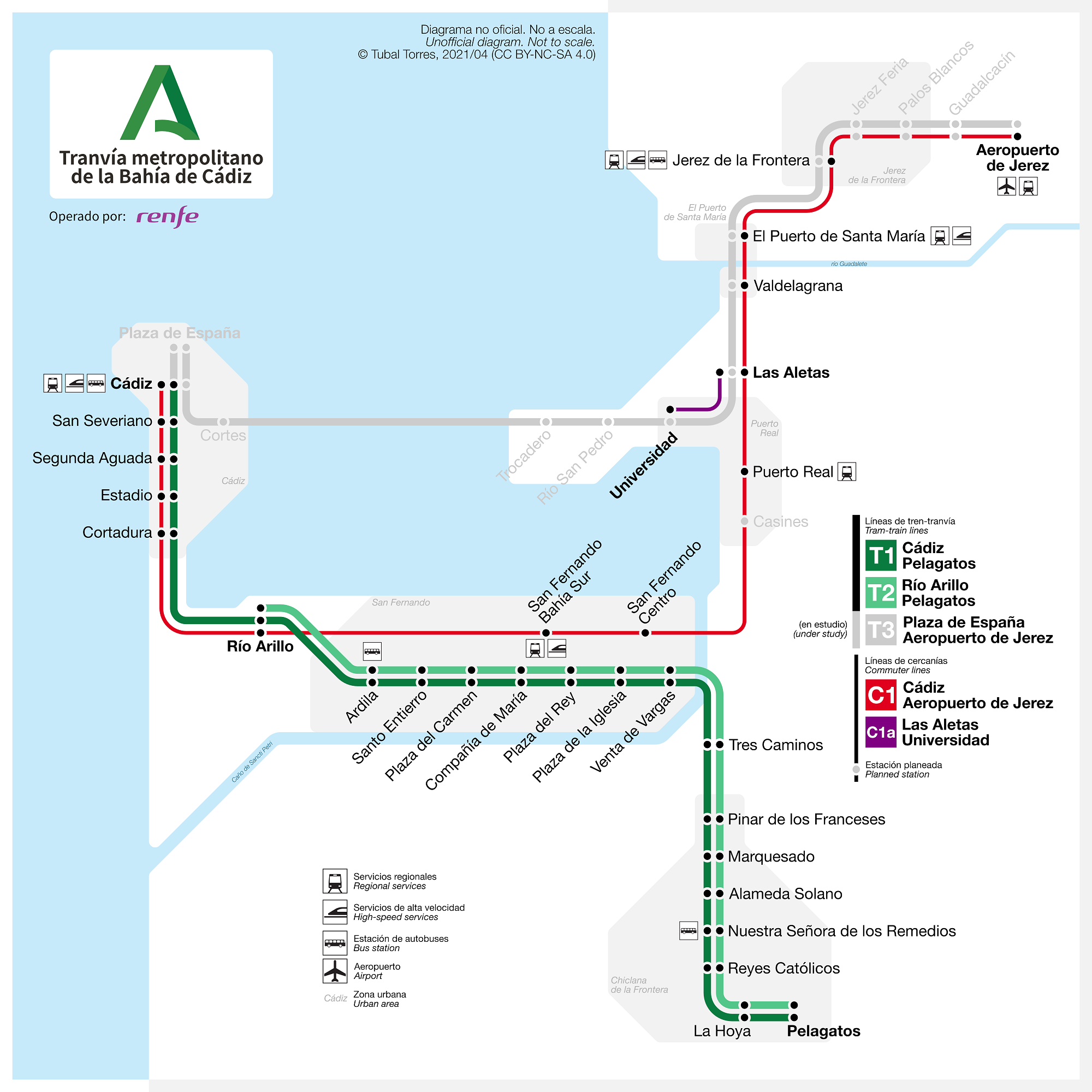
Plan der Cercancías und des Tram-Train Cádiz

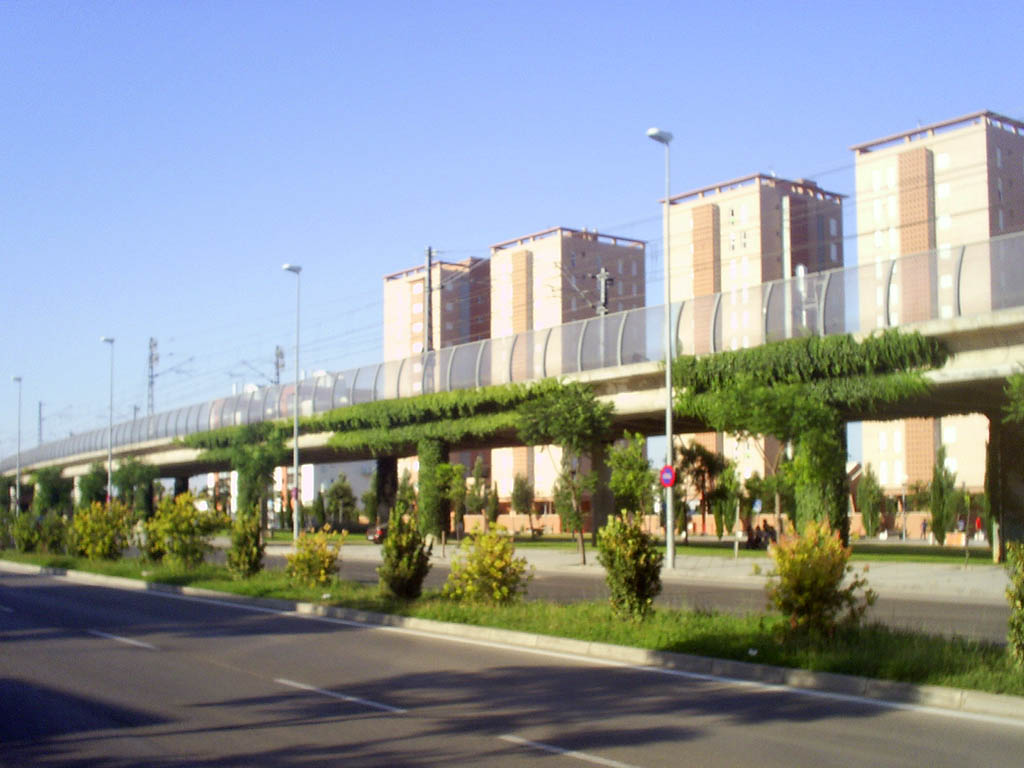
Viaduktstrecke bei Jerez

Die Cercanías Cádiz sind der S-Bahn-ähnliche Zugbetrieb (Cercanías) der spanischen Städte Cádiz und Jerez de la Frontera. Das Netz wird von der Staatsbahn Renfe betrieben und besteht aus zwei Linien. 

## Geschichte
Ursprünglich gab es neben der Strecke Cádiz-Jerez eine zweite nach Sanlúcar de Barrameda. Diese Linie, die über Rota und Chipiona geführt wurde, musste jedoch mit Jahresende 1982 aus wirtschaftlichen Gründen eingestellt werden.
Da die Stadt Cádiz nur sehr schlecht an das spanische Eisenbahn-Netz angeschlossen war, wurde beschlossen, die Bahnanbindung der Stadt zu erneuern. Als Bauvorleistungen wurden Anfang der 1990er Jahre in Außenbezirken der Stadt Cádiz und einigen Vororten neue Haltepunkte geschaffen. Im Jahr 2000 wurde in Cádiz mit dem Bau eines City-Tunnels mit den unterirdischen Stationen Estadio und Segunda Aguada sowie einem neuen, oberirdischen Hauptbahnhof begonnen. Während der Bauzeit endeten die Züge am Stadtrand in einem provisorischen Hauptbahnhof. Nach einer Rekordbauzeit wurde die neue Strecke bereits im Jahre 2001 eröffnet. Auch außerhalb des neuen Tunnels wurden die Bahnanlagen im Stadtgebiet grundlegend erneuert und zum Teil verlegt. Im Jahre 2004 wurde begonnen, die letzten eingleisigen Abschnitte der Strecke zweigleisig auszubauen. Im Jahre 2005 wurde die kurze Linie C-1a in Betrieb genommen. In den letzten Jahren wurden einige alte Bahnhöfe entlang der Strecke renoviert und Modifikationen zur Integration der sich im Bau befindlichen Hochgeschwindigkeitsstrecke vorgenommen. 2011 wurde die Linie bis zum Flughafen Jerez verlängert.

## Linien und Betrieb
Die Hauptlinie C-1 verbindet die beiden Städte großen Städte Cádiz und Jerez de la Frontera mit den dazwischen liegenden Vororten San Fernando, Puerto Real und El Puerto de Santa María. Eine weitere kurze Linie C-1a führt vom Bahnhof Las Aletas in Puerto Real zur Universität Cádiz. Die Hauptstrecke ist zweigleisig ausgebaut, wobei sich die Cercanías-Züge die Gleise mit Regional- und Fernzügen sowie den Stadtbahnen der TramBahía teilen müssen. Etwas Entlastung wird es geben, wenn die Hochgeschwindigkeitsstrecke zwischen Cádiz und Sevilla fertiggestellt sein wird und dadurch zumindest der Fernverkehr von der Strecke weichen kann.
Im Januar 2023 verkehren auf der gesamten Linie C-1 werktags bis zu zwei Züge je Stunde und Richtung ohne genauen Takt (23 Zugpaare/Tag), am Wochenende und an Feiertagen ein Zug je Stunde (16 Zugpaare/Tag). Die Fahrzeit beträgt eine gute Dreiviertelstunde (Linie C-1a: 6 Zugpaare/Tag ohne Takt, 3 Minuten, kein Verkehr an Wochenenden). Vier zusätzliche Zugpaare verkehren nur von Cádiz bis Río Arillo, so dass dieser Abschnitt zusammen mit den Fahrten der TramBahía auf bis zu vier unvertaktete Züge je Stunde kommt.

## Fahrzeuge
Für den Linienbetrieb werden Triebwagen der RENFE-Baureihe 464 eingesetzt.

## Tren tranvía
Seit Oktober 2022 ergänzt der ebenfalls von der Staatsbahn RENFE betriebene, TramBahía genannte Tram-Train Cádiz die Eisenbahnverkehre im Raum Cádiz. Er nutzt die Eisenbahnstrecke vom Stadtzentrum bis zum neu errichteten Bahnhof Rio Arillo, quert dann auf einer Straßenbahn-Neubaustrecke San Fernando und biegt südlich nach Chiclana de la Frontera ab.